# Japan Rugby League One

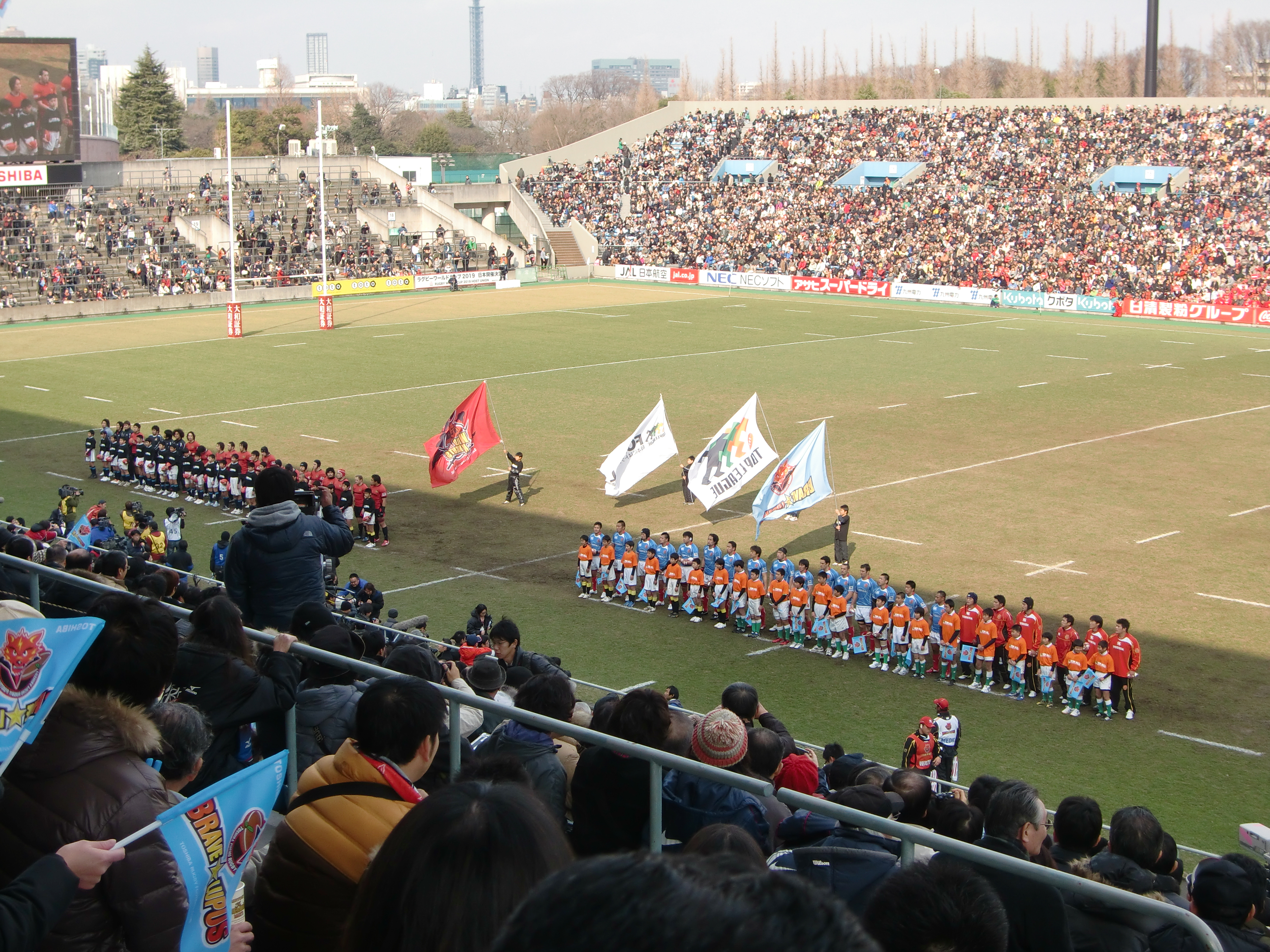
Eröffnungszeremonie beim Finalspiel der Saison 2009/10

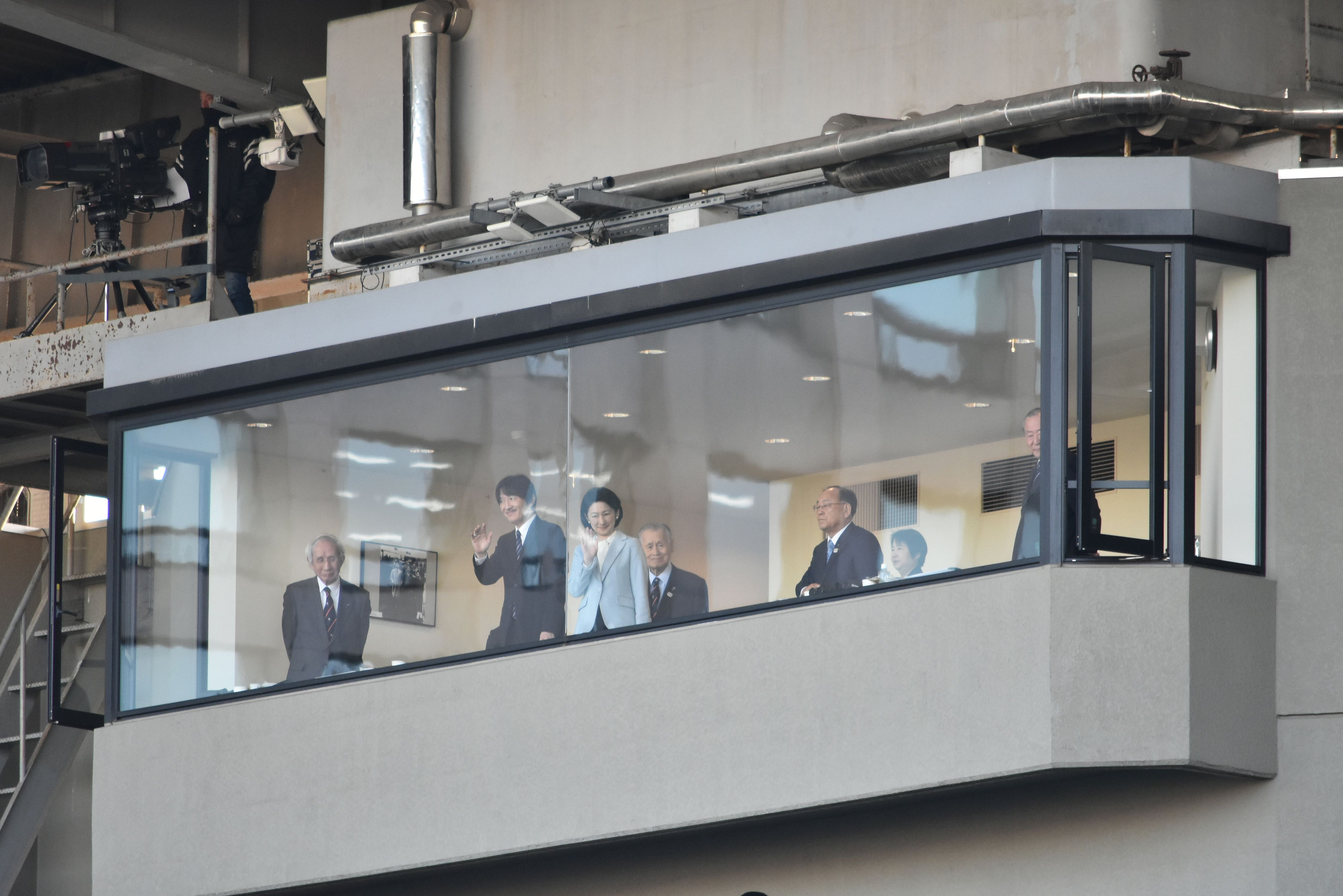
Kaiser Naruhito mit seiner Frau Masako während einer Partie der Saison 2018/19

Die Japan Rugby League One (jap. ジャパンラグビーリーグワン; zwischen 2003 und 2021 Top League) ist die höchste Spielklasse der Männer im Rugby Union in Japan. Sie ersetzte 2003 die bereits seit 1948 ausgetragene bisherige oberste Spielklasse Zenkoku Shakaijin Ragubī Taikai.

## Überblick
Die Japan Rugby League One ist bislang die einzige professionelle Liga der Männer im japanischen Rugby Union. Die meisten der mittlerweile 23 am Spielbetrieb teilnehmenden Mannschaften sind im Besitz japanischer Konzerne, ihre Spieler demnach im Angestelltenverhältnis dieser. Auf diese Weise können teils hohe Gehälter an einheimische Talente aber auch internationale Stars ausgezahlt werden. Seit 2010 gehören einige ihrer Spieler zu den bestbezahlten im Rugby Union weltweit.
Seit der Gründung 2003 wurde der Spielbetrieb schrittweise von zwölf auf 14 und schließlich von 16 auf 23 teilnehmende Mannschaften erweitert. Seit 2021 ist die Japan Rugby League One zudem in drei Divisionen geteilt, in die die jeweiligen Mannschaften je nach Leistung auf- oder absteigen können. Damit wurde die seit 2004 betriebene zweitrangige Top Challenge League aufgelöst. Zur obersten Division zählen aktuell zwölf Mannschaften.
Die Partien der Japan Rugby League One wurden zwischen 2015 und 2020 größtenteils in der Saisonpause des internationalen Ligawettbewerbs Super Rugby ausgetragen. Dadurch war es zahlreichen Spielern möglich, das ganze Jahr über für zwei unterschiedliche Mannschaften in zwei nicht miteinander konkurrierenden Ligen spielen zu können. Ein Teil der besonders erfolgreichen Spieler Japans gehörte über dies zum Kader der international spielenden Sunwolves, die von 2016 bis 2020 die einzige japanische Mannschaft im Super Rugby darstellten.
In den letzten Jahren hat die Japan Rugby League One zahlreiche internationale Stars des Rugby Union angezogen. Zu den bekanntesten Nichtjapanern, die in Japan antraten gehören unter anderem Cheslin Kolbe, Faf de Klerk, Jaque Fourie, Matt Giteau, Dan Carter, Ma’a Nonu, Sonny Bill Williams und Shane Williams.
Aufgrund der hohen Anzahl an Mannschaften aus dem Tokioter Großraum werden die meisten Partien der Japan Rugby League One im Chichibu-Nomiya-Stadion ausgetragen.

## Mannschaften
Die folgenden 12 Mannschaften spielten in der Saison 2022/23 in der Japan Rugby League One:
| Mannschaft (Kurzname) | Vollständiger Name (japanisch)                      | Sitz, Präfektur      | Gründungsjahr |
| --------------------- | --------------------------------------------------- | -------------------- | ------------- |
| Black Rams Tokyo      | Black Rams Tokyo (リコーブラックラムズ東京)         | Tokio, Tokio         | 1953          |
| Green Rockets Tokatsu | Green Rockets Tokatsu (グリーンロケッツ東葛)        | Kashiwa, Chiba       | 1985          |
| Hanazono Liners       | Hanazono Liners (花園近鉄ライナーズ)                | Higashiosaka, Osaka  | 1929          |
| Kobe Steelers         | Kobe Steelers (コベルコ神戸スティーラーズ)          | Kobe, Hyogo          | 1928          |
| Spears Funabashi      | Spears Funabashi (クボタスピアーズ船橋東京ベイ)     | Funabashi, Chiba     | 1978          |
| Sagamihara Dynaboars  | Sagamihara Dynaboars (三菱重工相模原ダイナボアーズ) | Sagamihara, Kanagawa | 1981          |
| Saitama Wild Knights  | Saitama Wild Knights (埼玉ワイルドナイツ)           | Kumagaya, Saitama    | 1960          |
| Shizuoka Blue Revs    | Shizuoka Blue Revs (静岡ブルーレヴズ)               | Iwata, Shizuoka      | 1984          |
| Tokyo Sungoliath      | Tokyo Sungoliath (東京サントリーサンゴリアス)       | Fuchu, Tokio         | 1980          |
| Brave Lupus Tokyo     | Brave Lupus Tokyo (東芝ブレイブルーパス東京)        | Chofu, Tokio         | 1948          |
| Toyota Verblitz       | Toyota Verblitz (トヨタヴェルブリッツ)              | Nagoya, Aichi        | 1941          |
| Yokohama Eagles       | Yokohama Eagles (横浜キヤノンイーグルス)            | Yokohama, Kanagawa   | 1980          |

Aktueller Meister ist die Mannschaft Spears Funabashi aus Funabashi. Rekordmeister sind hingegen die Mannschaften Tokyo Sungoliath und Brave Lupus Tokyo. Rekordmeister der Vorgängerliga zwischen 1948 und 2003 war die Mannschaft Yawata Steel mit zwölf Siegen.